# Xã Cleveland, Quận Stafford, Kansas
Xã Cleveland (tiếng Anh: Cleveland Township) là một xã thuộc quận Stafford, tiểu bang Kansas, Hoa Kỳ. Năm 2010, dân số của xã này là 51 người.